# Метеоролошка станица
Метеоролошка станица је установа у којој се током целог дана спроводе редовна осматрања стања атмосфере и и њених основних параметара (температура, ваздушни притисак, влажност ваздуха, падавине и др). Станица се састоји из површине на којој су смештени метеоролошки инструменти и затворен простор у коме се врше осматрања.

## Лиетартура
- Мастило, Наталија (2005): Речник савремене српске географске терминологије, Географски факултет, Београд.